# Amedeo Varese
Enrico Amedeo Venanzio Varese (Settimo Rottaro, 2 luglio 1890 – Saluzzo, 4 gennaio 1969) è stato un calciatore italiano, di ruolo centrocampista.

## Carriera
Varese iniziò la carriera nel Casale, con cui vinse il campionato italiano di Prima Categoria nel 1913-1914.
Nel 1918 passò al Milan, con cui esordì il 16 febbraio 1919 contro l'Inter. Nella stagione 1919-1920 diventò titolare e realizzò 24 gol in 18 partite, risultando il miglior realizzatore assoluto stagionale del Milan. Nella stagione seguente collezionò 15 presenze e 6 gol, prima di lasciare la società milanese.
In carriera vestì anche la maglia del Modena.
Varese disputò 5 partite nella Nazionale italiana, con cui esordì il 12 gennaio 1913 in amichevole a Parigi contro la Francia.

## Statistiche

### Presenze e reti nei club
| Stagione        | Squadra         | Campionato      | Campionato | Campionato | Coppe nazionali | Coppe nazionali | Coppe nazionali | Coppe continentali | Coppe continentali | Coppe continentali | Altre coppe | Altre coppe | Altre coppe | Totale | Totale |
| Stagione        | Squadra         | Comp            | Pres       | Reti       | Comp            | Pres            | Reti            | Comp               | Pres               | Reti               | Comp        | Pres        | Reti        | Pres   | Reti   |
| --------------- | --------------- | --------------- | ---------- | ---------- | --------------- | --------------- | --------------- | ------------------ | ------------------ | ------------------ | ----------- | ----------- | ----------- | ------ | ------ |
| 1918-1919       | Milan           | -               | -          | -          | -               | -               | -               | -                  | -                  | -                  | CM          | 2           | 0           | 2      | 0      |
| 1919-1920       | Milan           | PC              | 18         | 24         | -               | -               | -               | -                  | -                  | -                  | -           | -           | -           | 18     | 24     |
| 1920-1921       | Milan           | PC              | 15         | 8          | -               | -               | -               | -                  | -                  | -                  | -           | -           | -           | 15     | 8      |
| Totale Milan    | Totale Milan    | Totale Milan    | 33         | 32         |                 | -               | -               |                    | -                  | -                  |             | 2           | 0           | 35     | 32     |
| Totale carriera | Totale carriera | Totale carriera | ?          | ?          |                 | ?               | ?               |                    | ?                  | ?                  |             | ?           | ?           | ?      | ?      |

### Cronologia presenze e reti in Nazionale
| Cronologia completa delle presenze e delle reti in nazionale ― Italia | Cronologia completa delle presenze e delle reti in nazionale ― Italia | Cronologia completa delle presenze e delle reti in nazionale ― Italia | Cronologia completa delle presenze e delle reti in nazionale ― Italia | Cronologia completa delle presenze e delle reti in nazionale ― Italia | Cronologia completa delle presenze e delle reti in nazionale ― Italia | Cronologia completa delle presenze e delle reti in nazionale ― Italia | Cronologia completa delle presenze e delle reti in nazionale ― Italia |
| Data                                                                  | Città                                                                 | In casa                                                               | Risultato                                                             | Ospiti                                                                | Competizione                                                          | Reti                                                                  | Note                                                                  |
| --------------------------------------------------------------------- | --------------------------------------------------------------------- | --------------------------------------------------------------------- | --------------------------------------------------------------------- | --------------------------------------------------------------------- | --------------------------------------------------------------------- | --------------------------------------------------------------------- | --------------------------------------------------------------------- |
| 12-1-1913                                                             | Saint-Ouen                                                            | Francia                                                               | 1 – 0                                                                 | Italia                                                                | Amichevole                                                            | -                                                                     |                                                                       |
| 11-1-1914                                                             | Milano                                                                | Italia                                                                | 0 – 0                                                                 | Austria                                                               | Amichevole                                                            | -                                                                     |                                                                       |
| 29-3-1914                                                             | Torino                                                                | Italia                                                                | 2 – 0                                                                 | Francia                                                               | Amichevole                                                            | -                                                                     |                                                                       |
| 5-4-1914                                                              | Genova                                                                | Italia                                                                | 1 – 1                                                                 | Svizzera                                                              | Amichevole                                                            | -                                                                     |                                                                       |
| 17-5-1914                                                             | Berna                                                                 | Svizzera                                                              | 0 – 1                                                                 | Italia                                                                | Amichevole                                                            | -                                                                     |                                                                       |
| Totale                                                                |                                                                       | Presenze                                                              | 5                                                                     |                                                                       | Reti                                                                  | 0                                                                     |                                                                       |

## Palmarès

### Club
- Campionato italiano: 1

Casale: 1913-1914